# The king will come - live
The king will come - live is een livealbum van Wishbone Ash. De opnamen dateren van 1976, een concert in Davenport en 1973, een concert in 1973. De compact disc had geen enkele aanvullende informatie omtrent dit album; het lijkt dan ook op een bootleg, maar is het niet. Martin Turner vermeldde dat het album opgenomen is tijdens de tournees rondom de uitgiften van het album Locked in, zelf vond hij dat (achteraf) niet de sterkste periode van de band; Ash zat op een dood punt. De band klonk te Engels voor Amerika en te Amerikaans voor Engeland. Het is een van de weinige tournees geweest dat Ash een toetsenist in de gelederen had.

## Musici
- Andy Powell – gitaar, zang
- Laurie Wisefield – gitaar, zang
- Martin Turner – basgitaar, zang
- Steve Upton – slagwerk
- Graham Maitland - toetsinstrumenten

## Muziek
| Nr. | Titel                | Duur |
| --- | -------------------- | ---- |
| 1.  | Rest in peace        | 6:46 |
| 2.  | The king will come   | 6:27 |
| 3.  | Trust in you         | 5:17 |
| 4.  | Persephone           | 7:49 |
| 5.  | Moonshine            | 3:33 |
| 6.  | Half past loving     | 7:17 |
| 7.  | Rock’n’roll widow    | 5:35 |
| 8.  | Time was             | 7:20 |
| 9.  | Ballad of the Beacon | 2:47 |
| 10. | The warrior          | 6:07 |
| 11. | Throw down the sword | 6:06 |
| 12. | Blowin’ free         | 5:32 |
| 13. | Doctor               | 6:07 |